# Sebastian Harnisch
Sebastian Ralph Johannes Harnisch (* 3. Februar 1967) ist ein deutscher Politikwissenschaftler und  ordentlicher Professor an der Ruprecht-Karls-Universität Heidelberg.

## Leben und Wirken
Seit 2007 ist Sebastian Harnisch Professor für Internationale Beziehungen und vergleichende Außen- und Sicherheitspolitik am Institut für Politische Wissenschaft der Universität Heidelberg. In den Jahren 2012 und 2013 hatte Harnisch Gastprofessuren an der Beijing Foreign Studies University und der Al-Farabi Kazakh National University, Almaty inne.
Harnisch studierte an der Universität Trier Politikwissenschaft und Geschichte. Nach einem Auslandsjahr an der Georgetown University machte er 1993 seinen Master of Arts. Die DFG förderte anschließend Forschungsaufenthalte in Seoul (Yonsei University) und Tokio sowie New York (Columbia University), und 1998 wurde Harnisch an der Universität Trier mit einer Dissertation über die US-amerikanische Koreapolitik promoviert. Von 1997 bis 2001 koordinierte er das Internet-Projekt „www.deutsche-aussenpolitik.de“. 2004 habilitierte er sich in Trier, wo er von 2003 bis 2006 eine Juniorprofessur hatte. Bis zu seinem Ruf an die Universität Heidelberg hatte Harnisch eine Vertretungsprofessur an der Hochschule der Bundeswehr in München.
Sebastian Harnisch ist Vorstandsmitglied des Heidelberg Center for the Environment (HCE), Mitglied des Direktoriums des Heidelberg Center for American Studies (HCA) und Mitherausgeber der Oxford Encyclopedia of Foreign Policy Analysis. Sebastian Harnisch forscht unter anderem zu Themen der Außen- und Sicherheitspolitik von Deutschland, den USA und der Europäischen Union. Zusätzlich gilt er als ausgewiesener Experte für die Nichtverbreitung von Massenvernichtungswaffen und die koreanische Halbinsel.

## Publikationen (Auswahl)
- mit S. Bersick und J Gottwald (Hrsg.): China's International Roles. Challenging or supporting international order? Routledge, New York 2015, ISBN 978-1-138-90381-4.
- mit K. Brummer und K. Oppermann (Hrsg.): Sonderbeziehungen als Nexus zwischen Außenpolitik und internationalen Beziehungen. Nomos, Baden-Baden 2015, ISBN 978-3-8487-2156-6.
- mit J. Schild (Hrsg.): Deutsche Außenpolitik und internationale Führung: Ressourcen, Praktiken und Politiken in einer veränderten Europäischen Union. Nomos, Baden-Baden 2014, ISBN 978-3-8487-1358-5.
- mit C Frank und H. W. Maul (Hrsg.): Role Theory in International Relations. Contemporary Approaches and Analyses. Routledge, New York 2011, ISBN 978-0-415-61484-9.
- mit H. W. Maul und S. Schieder (Hrsg.): Solidarität und internationale Gemeinschaftsbildung. Beiträge zur Soziologie der internationalen Beziehungen. Campus, Frankfurt am Main 2009, ISBN 978-3-593-38875-5.
- Internationale Politik und Verfassung. Zur Domestizierung des sicherheits- und europapolitischen Prozesses der Bundesrepublik Deutschland. Nomos, Baden-Baden 2006, ISBN 3-8329-1870-1.
- mit C. Katsioulis und M. Overhaus (Hrsg.): Deutsche Sicherheitspolitik. Eine Bilanz der Regierung Schröder. Nomos, Baden-Baden 2004, ISBN 3-8329-0689-4.
- mit H. W. Maull und C. Grund (Hrsg.): Deutschland im Abseits? Rot-grüne Außenpolitik 1998–2003. Nomos, Baden-Baden 2003, ISBN 3-8329-0180-9.
- mit H. W. Maull (Hrsg.): Germany as a Civilian Power. The Foreign Policy of the Berlin Republic. Manchester University Press, Manchester 2001, ISBN 0-7190-6041-9.
- mit H. W. Maull (Hrsg.): Kernwaffen in Nordkorea. Regionale Stabilität und Krisenmanagement durch das Genfer Rahmenabkommen. Europa Union Verlag, Bonn 2001, ISBN 0-7190-6042-7.
- Außenpolitisches Lernen. Die US-Außenpolitik auf der koreanischen Halbinsel. Leske + Budrich Verlag, 2000, ISBN 3-8100-2735-9.
- Europa und Amerika. Die US-amerikanische Haltung zur westeuropäischen Integration 1987-1994. Pro Universitate Verlag, Sinzheim 1996.